# Сьогодні і завжди
«Сьогодні і завжди» — радянський художній фільм, знятий режисером Маргаритою Касимовою на кіностудії «Таджикфільм» в 1982 році. Прем'єра фільму відбулася в жовтні 1982 року.

## Сюжет
Фільм про юних романтиків, бродячих акторів Таджикистану, нескінченно відданих революційному театральному мистецтву і його перші таджицькі театри.

## У ролях
- Матлюба Алімова — Парвіна
- Туфа Фазилова — Ходжинісо, тітка Парвіни
- Шамсі Хайдаров — Самад, ідейний керівник і режисер труппи
- Хашим Рахімов — Ахмед
- Лола Кенжаєва — Зебо
- Сайдо Курбанов — Абдулло-командир
- Набі Рахімов — Мухаммед
- Шухрат Іргашев — Іскандер
- Гурміндж Завкібеков — Юнус
- Асалбек Назрієв — епізод
- Махмуд Тахірі — епізод
- Зухра Абідова — епізод
- Абдульхайр Касимов — епізод
- Людмила Максакова — епізод
- Махамадалі Мухамадієв — епізод
- Абдусалом Рахімов — епізод
- Ернст Романов — Бєляєв
- Сергій Сосновський — директор «бродячого театру»
- Маргарита Касимова — епізод

## Знімальна група
- Режисер: Маргарита Касимова
- Сценаристи: Юрій Каплунов, Саїдмурад Саїдмурадов
- Оператор: Володимир Дмитрієвський
- Композитор: Фіруз Бахор
- Художник: Володимир Мякота